# Sistema glinfatico
Il sistema glinfatico è un sistema di rimozione di sostanze di scarto la cui esistenza è stata provata nel sistema nervoso centrale (SNC) dei mammiferi.
Nell'organismo il sistema linfatico è responsabile della rimozione delle proteine extracellulari, fluidi in eccesso e prodotti di scarto del metabolismo dai tessuti periferici. Il flusso glinfatico, nell'encefalo, si affianca al normale flusso linfatico. Proprio nel 2015 infatti, è stata pubblicata dalla rivista Nature l'importante scoperta effettuata dal dottor Loveau et al., dove si dimostra la presenza di vasi linfatici meningei nell'encefalo, che circondano i seni durali. Il percorso del flusso glinfatico consiste in ingresso da un sistema para-arteriale (ossia che scorre accoppiato ad arterie fin nel parenchima cerebrale), insieme a un meccanismo di clearance (pulizia) per la rimozione del fluido interstiziale e dei soluti extracellulari dai compartimenti interstiziali del cervello e del midollo spinale. Uno scambio di soluti tra il liquido cefalorachidiano (o liquido cerebrospinale, o liquor) e il fluido interstiziale è stimolato dalle pulsazioni arteriose e regolato durante il sonno dall'espansione e contrazione dello spazio extracellulare. La clearance di proteine solubili, prodotti di scarto e fluido extracellulare in eccesso è realizzata tramite lo scorrimento convettivo del fluido interstiziale, facilitato dalla presenza di acquaporine (AQP4) nella membrana degli astrociti.
Il nome di sistema glinfatico è stato coniato dalla neuroscienziata danese Maiken Nedergaard, come riconoscimento della dipendenza di questo dalle cellule gliali e lo svolgimento di mansioni nel SNC tipiche del sistema linfatico.

## Contesto

### Il liquido cefalorachidiano
Anche se le prime osservazioni del liquido cefalorachidiano si ritrovano in Ippocrate (460-375 a.C.), e successivamente in Galeno (130-120 a.C.), la sua scoperta è accreditata a Emanuel Swedenborg (1688–1772), che, essendo un uomo profondamente religioso, identificò il liquido mentre era alla ricerca della sede dell'anima.  Forse i 16 secoli di anatomisti che vennero dopo Ippocrate e Galeno mancarono di osservarlo per via dei metodi di dissezione dell'epoca, che comprendevano la separazione della testa dal corpo (spesso non troppo delicata) e lo scolo del sangue prima dell'indagine sul cervello.  Anche se il lavoro di Swedenborg non fu tradotto e pubblicato fino al 1887 data la sua mancanza di credenziali in campo medico, egli potrebbe anche essere stato il primo a collegare il liquor con il sistema linfatico: la sua descrizione era infatti quella di una linfa spiritosa.

### Assenza del sistema linfatico nel SNC
Negli organi periferici il sistema linfatico esegue importanti funzioni immunitarie, e correndo parallelamente al sistema circolatorio provvede a una circolazione secondaria per il trasporto dei fluidi interstiziali, proteine e scarti metabolici in eccesso, dal tessuto al sangue. La rimozione efficiente dal fluido interstiziale dei fattori proteici in particolare è critica per la regolazione ottimale sia della pressione osmotica che della pressione oncotica, nonché per la regolazione omeostatica dei fluidi corporei. L'importanza del sistema linfatico diviene evidente quando le sue funzionalità vengono a mancare: ad esempio nell elefantiasi, dove i parassiti ostruiscono lo scorrimento della linfa nei vasi linfatici, con conseguente edema dovuto all'interruzione della clearance linfatica e all'accumulo di soluti interstiziali. Nonostante l'alta attività metabolica del tessuto nervoso e la sua grande sensibilità a cambiamenti nell'ambiente extracellulare, incluso l'accumulo di scarti metabolici, paradossalmente il sistema linfatico non si estende nell'encefalo o nel midollo spinale. Questa notabile assenza ha indotto le persone di scienza a indagare, credendo che esistano processi alternativi per rimpiazzare una necessità così critica.

### Presenza del sistema linfatico nel SNC
Un gruppo di ricercatori dell'Università della Virginia a Charlottesville, firmatari di un articolo pubblicato su “Nature” , hanno scoperto che anche il cervello ha un collegamento diretto con il sistema linfatico. Tale scoperta smentisce la convinzione consolidata che il cervello sia isolato dal sistema linfatico (e quindi da quello immunitario). I vasi linfatici sono stati scoperti dopo che uno dei ricercatori – Antoine Louveau, primo firmatario dell'articolo – ha sviluppato un nuovo metodo per osservare le meningi di un topo. Se il metodo standard prevedeva, in primo luogo, di sezionare le meningi asportate dal cervello, per poi fissarle e osservarle al microscopio, Louveau con il suo nuovo metodo ha fissato immediatamente tutto il tessuto per sezionarlo in seguito. In questo modo il tessuto è stato fissato nella sua immediata condizione fisiologica, mentre, con una procedura standard le minute strutture del sistema linfatico meningeo non sarebbero state osservabili. In seguito, un esame dei tessuti con metodi immunoistochimici ha confermato la presenza di vasi linfatici.

### Ipotesi della diffusione
Per oltre un secolo l'ipotesi prevalente fu che il fluire del liquido cerebrospinale, che circonda ma non viene in diretto contatto con il parenchima del SNC, potesse svolgere le funzioni proprie del sistema linfatico, prima su tutte la clearance dei soluti extracellulari. La maggior parte del liquor è formata nel plesso corioideo e scorre nel sistema ventricolare, poi nello spazio subaracnoideo che circonda l'encefalo, e successivamente si riversa nel circolo sanguigno sistemico tramite le granulazioni aracnoidali dei seni durali o nei vasi linfatici lungo la guaina dei nervi cranici. Molti ricercatori hanno proposto che il liquido cefalorachidiano fosse come una 'vasca di raccolta' per i soluti interstiziali e la clearance dei fluidi dal parenchima encefalico, ma le distanze tra il fluido interstiziale e il liquor sono troppo grandi per permettere una clearance efficiente basata solo sulla semplice diffusione. Helen Cserr alla Brown University ha calcolato che il tempo medio di diffusione per macromolecole come l'albumina eccederebbe le 100 ore per cm di tessuto nervoso, una velocità non compatibile con le richieste del metabolismo encefalico. Inoltre un sistema di clearance basato unicamente sulla diffusione mancherebbe di capacità di risposta adattativa rapida a un cambio dell'equilibrio omeostatico.

### Progresso nel campo della dinamica del liquido cefalorachidiano
Esperimenti condotti all'Università del Maryland negli anni '80 da Patricia Grady e colleghi hanno ipotizzato l'esistenza di una via di scambio dei soluti tra il fluido interstiziale del parenchima encefalico e il liquido cefalorachidiano tramite spazî paravascolari. Nel 1985, la Dr.ssa Grady e colleghi hanno suggerito che il liquido cerebrospinale e il fluido interstiziale hanno scambi lungo vie anatomiche paravascolari specifiche, con il liquor che entra nel parenchima encefalico lungo i bordi di vasi sanguigni. Il gruppo di ricerca della Dr.ssa Grady ha proposto che questi canali paravascolari siano funzionalmente analoghi ai vasi linfatici periferici, facilitando la clearance di scarti interstiziali. Nel frattempo altri laboratori non osservarono uno scambio così importante.
La continuità del fluido interstiziale encefalico e il liquor è stata confermata da H. Cserr e colleghi della Brown University e del King's College di Londra. Lo stesso gruppo ha ipotizzato che i soluti interstiziali effettuino lo scambio con il liquido cefalorachidiano a livello del parenchima encefalico tramite un meccanismo di trasporto guidato (bulk flow), invece di semplice diffusione. Tuttavia, altri articoli dallo stesso laboratorio indicano che lo scambio tra il liquido cerebrospinale e il fluido interstiziale era lento e la direzione variabile in modo impredicibile. Questi risultati hanno confermato che gli spazî perivascolari possono servire come canali per lo scambio di fluidi, ma non supportano l'idea che il liquor circola rapidamente nel tessuto cerebrale attraverso questi spazî.

## Modello moderno della clearance organica

### Caratteristiche chiave
In uno studio del 2012, un gruppo di ricercatori dell'Università di Rochester, capitanato dalla dottoressa Maiken Nedergaard ha usato in vivo tecniche di imaging a due fotoni per piccole molecole segnalatrici fluorescenti per monitorare il flusso di liquor subaracnoidale in ingresso e all'interno del parenchima encefalico. La microscopia bifotonica ha permesso al team di visualizzare il flusso di liquido cefalorachidiano nel topo vivente e in tempo reale, senza bisogno di rompere il compartimento liquorale (l'osservazione è stata eseguita tramite una finestra craniale). Secondo questo studio il liquor subaracnoidale entra rapidamente nell'encefalo tramite gli spazî paravascolari che circondano le arterie in ingresso e scambia soluti con il liquido interstiziale circondante. Similarmente il liquido interstiziale del parenchima esce tramite gli spazî paravascolari che circondano l'uscita delle grosse vene.
Gli spazî paravascolari sono canali, riempiti di liquido cerebrospinale, che si formano tra i vasi sanguigni encefalici e gli strati leptomeningiali che circondano i vasi cerebrali, superficiali e penetranti. Intorno a questi vasi penetranti, gli spazî paravascolari diventano i cosiddetti spazî di Virchow-Robin. Dove terminano gli spazî di Virchow-Robin all'interno del parenchima, il liquor cerebrospinale può continuare a viaggiare lungo le membrane circondanti la tonaca muscolare delle arterie per raggiungere la lamina basale circondante i capillari encefalici. Il movimento del liquor lungo queste vie paravascolari è rapido e la più probabile spiegazione si trova nella pulsazione arteriosa, considerata la forza trainante del movimento del fluido paravascolare. In uno studio del 2013, J. Iliff e colleghi lo hanno dimostrato direttamente: usando la microscopia bifotonica in vivo gli autori hanno riportato che quando la pulsazione arteriale encefalica veniva stimolata o inibita, la velocità del flusso liquorale rispettivamente cresceva o diminuiva.

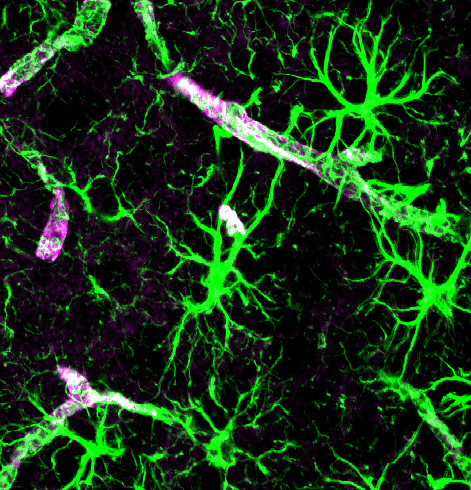
Astrociti colorati per mostrare la presenza di GFAP (verde) e acquaporina-4 (viola)

Gli astrociti estendono, oltre ai lunghi processi che vengono in contatto con le sinapsi neuronali, altre proiezioni alle quali ci si riferisce come 'end-feet' o piede finale, che ricoprono completamente l'intera vascolatura encefalica. Anche se l'esatto meccanismo non è stato ancora ben chiarito, è stato anche dimostrato che gli astrociti regolano il flusso sanguigno e da tempo è stato preso in considerazione il loro possibile ruolo nella rimozione dei rifiuti nel SNC.
È noto da tempo che gli astrociti esprimono sulla loro membrana canali chiamati acquaporine. Fino a poco tempo fa non era stata individuata nessuna funzione fisiologica per la loro presenza nel SNC dei mammiferi. Le acquaporine sono canali transmembrana che giocano un ruolo cruciale nella regolazione del flusso di acqua dentro e fuori dalla cellula. Relativamente alla diffusione semplice la presenza di acquaporine facilita da 3 a 30 volte la permeabilità delle cellule.
Sono due i tipi di acquaporine espressi nel SNC: l'acquaporina-1 (AQP1), che è espressa da cellule epiteliali del plesso corioideo, e l'acquaporina-4 (AQP4), che è espressa dagli astrociti. La presenza di acquaporina-4 negli astrociti è altamente polarizzata nei processi dei piedi finali che ricoprono la vascolatura encefalica. Fino al 50% della superficie di questi piedi è occupata da AQP4.
Nel 2012 si è dimostrato che l'AQP4 è essenziale per lo scambio paravascolare. L'analisi di topi geneticamente modificati per l'assenza del gene per l'AQP4 hanno mostrato che la clearance guidata di soluti interstiziali decresceva del 70% in assenza del canale. Basandosi sul ruolo del trasporto gliale di acqua AQP4dipendente, Iliff e Nedergaard hanno chiamato questo sistema glio-vascolare di pulizia sistema glinfatico

### Funzioni fisiologiche

#### Pulizia del SNC durante il sonno
Una pubblicazione da parte di Lulu Xie e colleghi nel 2013 ha esplorato l'efficienza del sistema glinfatico durante l'attività delta Stadio 3 (onde di bassa frequenza) nel sonno e ha apportato la prima prova diretta che la clearance dei rifiuti interstiziali accresce di intensità durante il sonno. Usando una combinazione di ionoforesi diffusiva, imaging a due fotoni in vivo e elettroencefalografia per confermare la presenza di stati di sonno e veglia, Xie e Nedergaard hanno dimostrato che i cambiamenti di efficienza dello scambio fluido interstiziale-liquido cefalorachidiano (ISF-CSF) sono causati dall'espansione e contrazione dello spazio extracellulare, che migliorava fino al ~60% durante il sonno per promuovere la clearance di scarti interstiziali come la β-amiloide Sulla base di queste scoperte hanno ipotizzato che le proprietà ristorative del sonno possono essere legate a un aumento della clearance glinfatica dei metaboliti di scarto prodotti durante l'attività neurale durante la veglia.

#### Trasporto di lipidi
Un'altra funzione chiave del sistema glinfatico è stata documentata da Thrane e colleghi, che nel 2013 hanno dimostrato che il sistema paravascolare encefalico ha un ruolo importante anche nel trasporto di piccole molecole lipofile Guidati da Nedergaard, Thane e colleghi hanno inoltre dimostrato che il trasporto paravascolare di lipidi attraverso le vie glinfatiche attiva segnalazione gliale mediata da calcio e che la depressurizzazione della cavità cranica, con conseguente indebolimento della circolazione glinfatica, porta a diffusione lipidica non selettiva, accumulo intracellulare di lipidi e pattern di segnali patologico negli astrociti. Anche se c'è bisogno di altri esperimenti per analizzare il significato fisiologico della connessione tra circolazione glinfatica, segnalazione via calcio e trasporto lipidico paravascolare nel SNC, queste scoperte portano a un modello di funzionamento simile a quello dei vasi linfatici latteali nel trasporto dei lipidi al fegato.

## Implicazioni in alcune malattie neurologiche
In patologia, malattie neurodegenerative come la sclerosi laterale amiotrofica, la malattia di Parkinson e la corea di Huntington sono tutte caratterizzate da progressiva perdita di neuroni, declino cognitivo, danneggiamento motorio e perdite sensoriali. Collettivamente queste malattie rientrano in un'ampia categoria cosiddetta delle proteinopatie, visto il lato in comune dell'assemblamento di proteine misfolded ('malintrecciate') o l'aggregazione intra- o extracellulare di proteine che portano ad accumuli dannosi per il normale funzionamento encefalico. Secondo la prevalente ipotesi sull'eziologia della malattia di Alzheimer, l'aggregazione di β-amiloide (una proteina normalmente prodotta ma anche eliminata nel cervello sano) in placche extracellulari porta alla perdita di neuroni e atrofia cerebrale, fino a manifestazioni esterne della tipica demenza correlata. Anche se non si è ancora pienamente compresa l'entità del coinvolgimento del sistema glinfatico nello sviluppo di tale patologia e altri disordini neurodegenerativi, esperimenti hanno dimostrato che una normale funzionalità di questo sistema è necessaria per la rimozione delle placche. In topi senza il gene per l'AQP4 la clearance di β-amiloide è ridotta approssimativamente del 55%.
Il sistema glinfatico può anche essere lesionato in seguito a danneggiamento cerebrale acuto in casi di ischemia, emorragia intracranica o subaracnoidale. Nel 2014 un gruppo di ricerca dell'Istituto Francese per la Salute e la Ricerca Medica (INSERM) ha dimostrato tramite MRI che il sistema glinfatico viene danneggiato successivamente a un'emorragia subaracnoidale per la presenza di sangue coagulato negli spazi paravascolari. Si è notato che iniettando attivatore tissutale di plasminogeno (un farmaco fibrinolitico nel SNC, la funzionalità del sistema glinfatico migliorava. In uno studio parallelo venne anche dimostrato che il sistema glinfatico veniva danneggiato dopo infarto ischemico nell'emisfero ischemico, anche se le basi patofisiologiche di questo fenomeno restao poco chiare. È importante notare il fatto che la ricanalizzazione dell'arteria occlusa ristabiliva anche il flusso glinfatico.